# ISO 3166-2:HN

Departamentos in Honduras

Die Liste der ISO-3166-2-Codes für  Honduras enthält die Codes für die 18 Departamentos in Honduras.

Die Codes bestehen aus zwei Teilen, die durch einen Bindestrich voneinander getrennt sind. Der erste Teil gibt den Landescode gemäß ISO 3166-1 (für  Honduras HN), der zweite den Code für das Departamento wieder.
Die aktuellen Codes stehen auf der Seite der ISO unter #iso:code:3166:HN zur Verfügung.

| Departamento      | Code  |
| ----------------- | ----- |
| Atlántida         | HN-AT |
| Choluteca         | HN-CH |
| Colón             | HN-CL |
| Comayagua         | HN-CM |
| Copán             | HN-CP |
| Cortés            | HN-CR |
| El Paraíso        | HN-EP |
| Francisco Morazán | HN-FM |
| Gracias a Dios    | HN-GD |
| Intibucá          | HN-IN |
| Islas de la Bahía | HN-IB |
| La Paz            | HN-LP |
| Lempira           | HN-LE |
| Ocotepeque        | HN-OC |
| Olancho           | HN-OL |
| Santa Bárbara     | HN-SB |
| Valle             | HN-VA |
| Yoro              | HN-YO |